# Lijst van voetbalinterlands Honduras - Verenigde Staten
.Deze lijst van voetbalinterlands is een overzicht van alle officiële voetbalwedstrijden tussen de nationale teams van Honduras en de Verenigde Staten. De landen speelden tot op heden 28 keer tegen elkaar, te beginnen met een kwalificatiewedstrijd voor het Wereldkampioenschap voetbal 1966 . Deze wedstrijd werd gespeeld in San Pedro Sula op 17 maart 1965. Het laatste duel, een kwalificatiewedstrijd voor het Wereldkampioenschap voetbal 2022, vond plaats op 2 februari 2022 in Saint Paul.

## Wedstrijden
| №  | Plaats          | Datum            | Competitie                      | Wedstrijd                   | Uitslag |
| -- | --------------- | ---------------- | ------------------------------- | --------------------------- | ------- |
| 1  | San Pedro Sula  | 17 maart 1965    | WK 1966 kwalificatie            | Honduras – Verenigde Staten | 0 – 1   |
| 2  | Tegucigalpa     | 21 maart 1965    | WK 1966 kwalificatie            | Honduras – Verenigde Staten | 1 – 1   |
| 3  | Los Angeles     | 7 juli 1991      | CONCACAF Gold Cup 1991          | Verenigde Staten – Honduras | 0 – 0   |
| 4  | San Pedro Sula  | 25 maart 1993    | Vriendschappelijk               | Honduras – Verenigde Staten | 4 – 1   |
| 5  | Dallas          | 17 juli 1993     | CONCACAF Gold Cup 1993          | Verenigde Staten – Honduras | 1 – 0   |
| 6  | Fullerton       | 11 december 1994 | Vriendschappelijk               | Verenigde Staten – Honduras | 1 – 1   |
| 7  | San Pedro Sula  | 28 maart 2001    | WK 2002 kwalificatie            | Honduras – Verenigde Staten | 1 – 2   |
| 8  | Washington D.C. | 1 september 2001 | WK 2002 kwalificatie            | Verenigde Staten – Honduras | 2 – 3   |
| 9  | Seattle         | 2 maart 2002     | Vriendschappelijk               | Verenigde Staten – Honduras | 4 – 0   |
| 10 | Foxborough      | 2 juni 2004      | Vriendschappelijk               | Verenigde Staten – Honduras | 4 – 0   |
| 11 | Albuquerque     | 19 maart 2005    | Vriendschappelijk               | Verenigde Staten – Honduras | 1 – 0   |
| 12 | East Rutherford | 21 juli 2005     | CONCACAF Gold Cup 2005          | Honduras – Verenigde Staten | 1 – 2   |
| 13 | Chicago         | 6 juni 2009      | WK 2010 kwalificatie            | Verenigde Staten – Honduras | 2 – 1   |
| 14 | Washington D.C. | 8 juli 2009      | CONCACAF Gold Cup 2009          | Verenigde Staten – Honduras | 2 – 0   |
| 15 | Chicago         | 23 juli 2009     | CONCACAF Gold Cup 2009          | Honduras – Verenigde Staten | 0 – 2   |
| 16 | San Pedro Sula  | 10 oktober 2009  | WK 2010 kwalificatie            | Honduras – Verenigde Staten | 2 – 3   |
| 17 | Carson          | 23 januari 2010  | Vriendschappelijk               | Verenigde Staten – Honduras | 1 – 3   |
| 18 | Miami           | 8 oktober 2011   | Vriendschappelijk               | Verenigde Staten – Honduras | 1 – 0   |
| 19 | San Pedro Sula  | 6 februari 2013  | WK 2014 kwalificatie            | Honduras − Verenigde Staten | 2 − 1   |
| 20 | Sandy           | 18 juni 2013     | WK 2014 kwalificatie            | Verenigde Staten – Honduras | 1 – 0   |
| 21 | Arlington       | 24 juli 2013     | CONCACAF Gold Cup 2013          | Verenigde Staten − Honduras | 3 − 1   |
| 22 | Boca Raton      | 14 oktober 2014  | Vriendschappelijk               | Verenigde Staten − Honduras | 1 − 1   |
| 23 | Frisco          | 7 juli 2015      | CONCACAF Gold Cup 2015          | Verenigde Staten − Honduras | 2 − 1   |
| 24 | San Jose        | 24 maart 2017    | WK 2018 kwalificatie            | Verenigde Staten − Honduras | 6 − 0   |
| 25 | San Pedro Sula  | 5 september 2017 | WK 2018 kwalificatie            | Honduras − Verenigde Staten | 1 − 1   |
| 26 | Denver          | 3 juni 2021      | CONCACAF Nations League 2019/20 | Honduras − Verenigde Staten | 0 − 1   |
| 27 | San Pedro Sula  | 8 september 2021 | WK 2022 kwalificatie            | Honduras − Verenigde Staten | 1 − 4   |
| 28 | Saint Paul      | 2 februari 2022  | WK 2022 kwalificatie            | Verenigde Staten – Honduras | 3 – 0   |

## Samenvatting
| Competitie              | Totaal gespeeld | Winst Honduras | Gelijk | Winst Verenigde Staten | Doelsaldo Honduras – Verenigde Staten |
| ----------------------- | --------------- | -------------- | ------ | ---------------------- | ------------------------------------- |
| WK-kwalificatie         | 12              | 2              | 2      | 8                      | 12 − 27                               |
| CONCACAF Gold Cup       | 7               | 0              | 1      | 6                      | 3 − 12                                |
| CONCACAF Nations League | 1               | 0              | 0      | 1                      | 0 − 1                                 |
| Vriendschappelijk       | 8               | 2              | 2      | 4                      | 9 − 14                                |
| Totaal                  | 28              | 4              | 5      | 19                     | 24 − 54                               |

## Details

### Derde ontmoeting
| Finale CONCACAF Gold Cup 1991 (Los Angeles, Verenigde Staten, 7 juli 1991):                                                                                |                     | |
| Verenigde Staten | 0 – 0               | Honduras |
| | goals               | |
| Marcelo Balboa Peter Vermes Hugo Pérez Paul Caligiuri Ted Eck Brian Quinn Dominic Kinnear Fernando Clavijo                                                 | strafschoppen 4 – 3 | Juan Francisco Castro Marco Antonio Anariba Gilberto Yearwood Eugenio Dolmo Flores Basilio Zapata Luis Enrique Calix Luis Orlando Villejo Juan Espinoza                                                                |
| Bora Milutinović | bondscoach          | Flavio Ortega |
| Tony Meola Paul Caligiuri Marcelo Balboa John Doyle Fernando Clavijo Brian Quinn Chris Henderson Bruce Murray 98' Hugo Pérez Peter Vermes Eric Wynalda 71' | opstellingen        | 119' José Belarmino Rivera Juan Francisco Castro Raúl Martínez Sambula Eugenio Dolmo Flores Basilio Zapata Marco Antonio Anariba Gilberto Yearwood Mauricio Fúñez Juan Espinoza Luis Enrique Calix 69' Eduardo Bennett |
| Ted Eck 71' Dominic Kinnear 98' | wissels             | 69' Luis Orlando Vallejo 119' Wílmer Cruz |

### Vijfde ontmoeting
| CONCACAF Gold Cup 1993 (Dallas, Verenigde Staten, 17 juli 1993): |       |          |
| Verenigde Staten                                                 | 1 – 0 | Honduras |
| Alexi Lalas 29'                                                  | goals |          |

### Negende ontmoeting
| Vriendschappelijk (Seattle, Verenigde Staten, 2 maart 2002): |              | |
| Verenigde Staten | 4 – 0        | Honduras |
| Clint Mathis 14' Landon Donovan 44' Clint Mathis 59' Landon Donovan 67' | goals        | |
| Bruce Arena | bondscoach   | Ramón Maradiaga |
| Kasey Keller Richard Mulrooney Eddie Pope Pablo Mastroeni Jeff Agoos 46' Chris Armas 62' Brian Maisonneuve 46' DaMarcus Beasley 62' Landon Donovan Clint Mathis 67' Brian McBride | opstellingen | Víctor Coello 61' Limberth Pérez David Cárcamo Sergio Mendoza Jaime Rosales Rony Morales 81' Robel Bernárdez José Luis Pineda Edgar Álvarez 89' Daniel Turcios 80' Saúl Martínez |
| Eddie Lewis 46' Brian West 46' Bobby Convey 62' Richie Williams 62' Jeff Cunningham 67'                                                                                           | wissels      | 60' César Obando 80' Jerry Palacios 81' Oscar Bonilla 89' Junior Izaguirre |

### Zeventiende ontmoeting
| Vriendschappelijk (Carson, Verenigde Staten, 23 januari 2010): |              | |
| Verenigde Staten | 1 – 3        | Honduras |
| Clarence Goodson 70' | goals        | 19' (pen.) Carlos Pavón 37' Jerry Palacios 53' Roger Espinoza |
| Bob Bradley | bondscoach   | Reinaldo Rueda |
| Troy Perkins Jonathan Bornstein Jimmy Conrad Chad Marshall 61' Marvell Wynne Robbie Rogers 61' Benny Feilhaber 77' Kyle Beckerman 60' Sacha Kljestan 61' Jeff Cunningham 46' Robbie Findley | opstellingen | Donis Escober Erick Norales Johnny Palacios Mauricio Sabillon 90' Roger Espinoza Danilo Turcios 56' Amado Guevara Emilio Izaguirre 68' Walter Martínez 78' Carlos Pavón 61' Jerry Palacios |
| Clarence Goodson 46' Alejandro Bedoya 61' Conor Casey 60' Heath Pearce 61' Brad Davis 61' Dax McCarty 77'                                                                                   | wissels      | 61' Ramón Núñez 68' Óscar Boniek García 56' Melvin Valladares 78' Georgie Welcome 90' Mariano Acevedo                                                                                      |
| | gele kaarten | 9' Jerry Palacios 50' Amado Guevara |
| Jimmy Conrad 6', 17' | rode kaarten | |

### Negentiende ontmoeting
| WK 2014 kwalificatie (San Pedro Sula, Honduras, 6 februari 2013): |       |                   |
| Honduras                                                          | 2 – 1 | Verenigde Staten  |
| Juan Carlos García 40' Jerry Bengtson 79'                         | goals | 36' Clint Dempsey |

### Twintigste ontmoeting
| WK 2014 kwalificatie (Sandy, Verenigde Staten, 18 juni 2013): |       |          |
| Verenigde Staten                                              | 1 – 0 | Honduras |
| Jozy Altidore 73'                                             | goals |          |

### 21ste ontmoeting
| CONCACAF Gold Cup 2013 (Arlington, Verenigde Staten, 24 juli 2013): |       |                 |
| Verenigde Staten                                                    | 3 – 1 | Honduras        |
| Eddie Johnson 11' Landon Donovan 27' Landon Donovan 53'             | goals | 52' Nery Medina |

### 22ste ontmoeting
| Vriendschappelijk (Boca Raton, Verenigde Staten, 14 oktober 2014): |       |                     |
| Verenigde Staten                                                   | 1 – 1 | Honduras            |
| Jozy Altidore 10'                                                  | goals | 86' Maynor Figueroa |

### 23ste ontmoeting
| CONCACAF Gold Cup 2015 (Frisco, Verenigde Staten, 7 juli 2015):      |       |                   |
| Verenigde Staten                                                     | 2 – 1 | Honduras          |
| Clint Dempsey 25' Clint Dempsey 64'                                  | goals | 68' Carlos Discua |
| - Honderdste interland van Michael Bradley voor de Verenigde Staten. |       |                   |

### 24ste ontmoeting
| WK 2018 kwalificatie (San Jose, Verenigde Staten, 24 maart 2017): |              | |
| Verenigde Staten | 6 – 0        | Honduras |
| Sebastian Lletget 5' Michael Bradley 27' Clint Dempsey 32' Christian Pulisic 46' Clint Dempsey 49' Clint Dempsey 54'                                                                    | goals        | |
| Bruce Arena | bondscoach   | Jorge Luis Pinto |
| Tim Howard Jorge Villafaña Omar Gonzalez Geoff Cameron 58' John Anthony Brooks 70' Christian Pulisic Sebastian Lletget 18' Darlington Nagbe Michael Bradley Clint Dempsey Jozy Altidore | opstellingen | Donis Escober 46' Emilio Izaguirre Maynor Figueroa Brayan Beckeles Henry Figueroa Ever Alvarado 61' Andy Najar Roger Espinoza Jorge Claros 43' Romell Quioto Alberth Elis                  |
| Alejandro Bedoya 18' Graham Zusi 58' Tim Ream 70' Nick Rimando David Bingham Matt Besler Walker Zimmerman DaMarcus Beasley Dax McCarty Kellyn Acosta Sacha Kljestan Chris Wondolowski   | wissels      | 43' Erick Andino 46' Boniek García 61' Óliver Morazán Ricardo Canales Luis López Félix Crisanto Allans Vargas César Oseguera Mario Martínez Anthony Lozano Carlos Discua Gabriel Hernández |
| Geoff Cameron 25' | gele kaarten | 15' Ever Alvarado |

Hondurese voetbalbond · A-internationals · Selecties · Bondscoaches · Hondurees vrouwenelftal · Olympisch elftal · Honduras U21 · Honduras U19 · Honduras U17
1920 – 1959 ·
1960 – 1969 ·
1970 – 1979 ·
1980 – 1989 ·
1990 – 1999 ·
2000 – 2009 ·
2010 – 2019 ·
2020 − 2029
CGC 2021
CA 2001
WK 1982 · 
WK 2010 · 
WK 2014
OS 2000 · 
OS 2008 · 
OS 2012 ·
OS 2016 ·
OS 2020
1921 · 
1922–1929 · 
1930 · 
1931–1934 · 
1935 · 
1936–1945 · 
1946 · 
1947–1949 · 
1950 · 
1951–1952 · 
1953 · 
1954 · 
1955 · 
1956 · 
1957 · 
1958–1959 · 
1960 · 
1961 · 
1962 · 
1963 · 
1964 · 
1965 · 
1966 · 
1967 · 
1968 · 
1969 · 
1970 · 
1971 · 
1972 · 
1973 · 
1974 · 
1975 · 
1976 · 
1977 · 
1978 · 
1979 · 
1980 · 
1981 · 
1982 · 
1983 · 
1984 · 
1985 · 
1986 · 
1987 · 
1988 · 
1989–1990 · 
1991 · 
1992 · 
1993 · 
1994 · 
1995 · 
1996 · 
1997 · 
1998 · 
1999 · 
2000 · 
2001 · 
2002 · 
2003 · 
2004 · 
2005 · 
2006 · 
2007 · 
2008 · 
2009 · 
2010 · 
2011 · 
2012 · 
2013 · 
2014 · 
2015 · 
2016 ·
2017 ·
2018 ·
2019 ·
2020 ·
2021 ·
2022 ·
2023 ·
2024
Argentinië ·
Australië ·
Azerbeidzjan ·
Belize ·
Bermuda ·
Bolivia ·
Brazilië ·
Canada ·
Chili ·
China ·
Colombia ·
Costa Rica ·
Cuba ·
Curaçao ·
Denemarken ·
Ecuador ·
El Salvador ·
Engeland ·
Finland ·
Frankrijk ·
Grenada ·
Griekenland ·
Guatemala ·
Haïti ·
IJsland ·
Israël ·
Jamaica ·
Japan ·
Joegoslavië ·
Letland · 
Mexico ·
Nederlandse Antillen ·
Nicaragua ·
Nieuw-Zeeland ·
Noord-Ierland · 
Noorwegen ·
Panama ·
Paraguay ·
Peru ·
Puerto Rico ·
Qatar ·
Roemenië ·
Saint Vincent en de Grenadines ·
Saoedi-Arabië ·
Servië ·
Slovenië ·
Spanje ·
Suriname ·
Trinidad en Tobago ·
Turkije ·
Uruguay ·
Venezuela ·
Verenigde Arabische Emiraten ·
Verenigde Staten ·
Wit-Rusland ·
Zambia ·
Zuid-Afrika ·
Zuid-Korea ·
Zwitserland
Chili (2010) ·
Ecuador (2014) ·
Frankrijk (2014) ·
Spanje (2010) ·
Zwitserland (2010) · 
Zwitserland (2014)
USSF · A-internationals · Selecties · Bondscoaches · Amerikaans vrouwenelftal · Olympisch elftal · USA -21 · USA -20 · USA -19 · USA -18 · USA -17
1885 – 1919 · 
1920 – 1929 · 
1930 – 1939 · 
1940 – 1949 · 
1950 – 1959 · 
1960 – 1969 · 
1970 – 1979 · 
1980 – 1989 · 
1990 – 1999 · 
2000 – 2009 · 
2010 – 2019 ·
2020 − 2029
CA 1993 · 
CA 1995 · 
CA 2007 · 
CA 2016
CC 1992 · 
CC 1999 · 
CC 2003 · 
CC 2009
WK 1930 · 
WK 1934 · 
WK 1950 · 
WK 1990 · 
WK 1994 · 
WK 1998 · 
WK 2002 · 
WK 2006 · 
WK 2010 · 
WK 2014
OS 1904 · 
OS 1924 · 
OS 1928 · 
OS 1936 · 
OS 1948 · 
OS 1952 · 
OS 1956 · 
OS 1972 · 
OS 1984 · 
OS 1988 · 
OS 1992 · 
OS 1996 · 
OS 2000 · 
OS 2008
Algerije ·
Antigua en Barbuda ·
Argentinië ·
Armenië ·
Australië ·
Azerbeidzjan ·
Barbados ·
België ·
Belize ·
Bermuda ·
Bolivia ·
Bosnië en Herzegovina ·
Brazilië ·
Canada ·
Chili ·
China ·
Colombia ·
Costa Rica ·
Cuba ·
Curaçao ·
Denemarken ·
DDR ·
Duitsland ·
Ecuador ·
Egypte ·
El Salvador ·
Engeland ·
Estland ·
Finland ·
Frankrijk ·
Ghana ·
GOS ·
Grenada ·
Griekenland ·
Guatemala ·
Guyana ·
Haïti ·
Honduras ·
Hongarije ·
Ierland ·
IJsland ·
Iran ·
Israël ·
Italië ·
Ivoorkust ·
Jamaica ·
Japan ·
Joegoslavië ·
Kaaimaneilanden ·
Kameroen ·
Koeweit ·
Letland ·
Liechtenstein ·
Luxemburg ·
Malta ·
Marokko ·
Martinique ·
Mexico ·
Moldavië ·
Nederland ·
Nederlandse Antillen ·
Nicaragua ·
Nieuw-Zeeland ·
Nigeria ·
Noord-Ierland ·
Noord-Korea ·
Noord-Macedonië ·
Noorwegen ·
Oekraïne ·
Oezbekistan ·
Oman ·
Oostenrijk ·
Panama ·
Paraguay ·
Peru ·
Polen ·
Portugal ·
Puerto Rico ·
Qatar ·
Roemenië ·
Rusland ·
Saint Kitts en Nevis ·
Saint Vincent en de Grenadines ·
Saoedi-Arabië ·
Schotland ·
Servië ·
Slovenië ·
Slowakije ·
Sovjet-Unie ·
Spanje ·
Thailand ·
Trinidad en Tobago ·
Tsjechië ·
Tsjecho-Slowakije ·
Tunesië ·
Turkije ·
Uruguay ·
Venezuela ·
Wales ·
Zuid-Afrika ·
Zuid-Korea ·
Zweden ·
Zwitserland
Algerije (2010) ·
België (2014) ·
Brazilië (2009, 2) ·
Duitsland (2014) ·
Engeland (2010) ·
Ghana (2006) · 
Ghana (2014) · 
Italië (2006) · 
Nederland (2022) ·
Portugal (2014) ·
Slovenië (2010) ·
Tsjechië (2006)